# The Family Plan
The Family Plan ist ein US-amerikanischer Spielfilm aus dem Jahr 2023 von Regisseur Simon Cellan Jones nach einem Drehbuch von David Coggeshall mit Mark Wahlberg und Michelle Monaghan. Die Actionkomödie wurde am 15. Dezember 2023 auf Apple TV+ veröffentlicht.

## Handlung
Dan Morgan ist verheiratet, arbeitet als Autoverkäufer und ist Vater dreier Kinder. Nach außen führt er ein ruhiges Vorstadt-Leben in Buffalo, New York. Dan ist zufrieden mit seinem zurückhaltenden Leben, mag keine Gewalt, viel Technologie oder soziale Medien. Unterdessen sehnt sich seine Frau Jessica danach, dass ihr Leben spontaner und aufregender wird. Allerdings war er bis vor einigen Jahren als Elite-Killer im Auftrag der US-Regierung tätig. Nachdem alte Feinde auftauchen, wird er von seiner Vergangenheit eingeholt. Daher unternimmt er mit seiner ahnungslosen Frau Jessica, Sohn Kyle, Tochter Nina und dem zehn Monate alten Baby einen Roadtrip nach Las Vegas. Einerseits muss er dabei seine Familie beschützen, andererseits muss er ihr vorspielen, dass sie nur eine Urlaubsreise unternehmen. Dan muss seine früheren Fähigkeiten wieder aktivieren ohne dabei seine wahre Identität preiszugeben.

## Synchronisation
Die deutsche Synchronisation übernahm die FFS Film- & Fernseh-Synchron. Das Dialogbuch schrieb Christian Gundlach, der auch Dialogregie führte.
| Rolle                       | Darsteller            | Synchronsprecher          |
| --------------------------- | --------------------- | ------------------------- |
| Dan Morgan / Sean McCaffrey | Mark Wahlberg         | Oliver Mink               |
| Jessica Morgan              | Michelle Monaghan     | Gundi Eberhard            |
| Nina Morgan                 | Zoe Margaret Colletti | Magdalena Montasser       |
| Kyle Morgan                 | Van Crosby            | Nicolas Rathod            |
| Liam McCaffrey              | Ciarán Hinds          | Oliver Stritzel           |
| Gwen                        | Maggie Q              | Vera Teltz                |
| Augie                       | Saïd Taghmaoui        | Torsten Michaelis         |
| „Goldkette“                 | Miles Doleac          | Sebastian Christoph Jacob |
| „Zahnstocher“               | Felicia Pearson       | stumm                     |
| Levon A. McGuffity          | Kash Abdulmalik       | Kaze Uzumaki              |
| Spiros                      | Jonny Coyne           | Hans Hohlbein             |

## Produktion und Hintergrund
Der Film wurde von David Ellison, Dana Goldberg und Don Granger für Skydance Media sowie von Stephen Levinson und Mark Wahlberg für Municipal Pictures produziert.
Dreharbeiten fanden unter anderem im Oktober 2022 in Atlanta im US-Bundesstaat Georgia sowie im Februar 2023 in Las Vegas, Nevada statt.
Die Kamera führte Michael Burgess, die Musik schrieb Kevin Matley und die Montage verantwortete Tim Porter. Das Set-Design gestaltete Paul Kirby und das Kostümdesign Carol Ramsey.
Im Oktober 2024 wurde eine Fortsetzung bestätigt, die zur Weihnachtszeit in Europa spielt.

## Rezeption
Oliver Armknecht vergab auf film-rezensionen.de fünf von zehn Punkte. Der Film nehme das beliebte Szenario eines untergetauchten Killers, der ein ganz normales Leben führt, bis er von seiner Vergangenheit eingeholt wird. Das Ensemble spiele zwar gut mit, von den späteren Kämpfen abgesehen habe die Actionkomödie aber wenig zu bieten, an das man sich erinnern werde.
Christoph Petersen bewertete den Film auf filmstarts.de mit 2,5 von fünf Sternen. Die unnötig auf zwei Stunden gestreckte Action-Komödie ohne prägende Highlights, aber dafür mit launigen Stars sei als Streaming-Snack für verschneite Familiennachmittage echt voll okay, mehr aber auch nicht. Ähnlich beschrieb Dani Maurer die Produktion auf outnow.ch als Familienfilm mit einer Portion Action, der ein paar witzige Momente habe, aber in Sachen Storytelling keine Überraschungen biete. Die Figuren seien sympathisch, das Baby mega-herzig und die Bösen einfach so blöd, wie sie in Familienkomödien sein müssten. Für einen verregnet-verschneiten Sonntag vor der Glotze müsse das reichen.
Nach seinem Start am 15. Dezember 2023 avancierte The Family Plan zum erfolgreichsten Film aller Zeiten bei AppleTV+.